# Thierry Martin
Thierry Martin (Beiroet, 27 oktober 1966) is een Frans stripauteur. 

## Carrière
Martin werd geboren in Libanon waar zijn vader werkte als leraar Frans. In 1975, tijdens de burgeroorlog, keerde het gezin terug naar Frankrijk en vestigde zich in Saint-Dizier. Later verhuisden ze nog naar Marseille, Perpignan en Nancy. Martin volgde een kunstopleiding en werkte aanvankelijk als tekenaar van storyboards voor film en televisie. Zijn eerste strip was Pil, een verhaal in het heroic fantasy-genre die na twee delen werd stopgezet, op scenario van Oliver Taïeb. Met Jean-Marc Mathis, die hij had leren aan de kunstopleiding in Nancy, maakte hij de strip Vincent, mon frère mort-vivant over een jongen die terugkeert uit het dodenrijk om met zijn jongere broer te spelen. Vervolgens waagde het duo zich aan een verstripping van Reinaert de Vos, Le roman de Renart. Daarnaast tekende Martin ook een webcomic Jerry Alone. 